# 極玄集
《極玄集》，唐詩總集名。唐姚合編選。一卷。
姚合是唐朝吴兴（今浙江湖州）人，仅知他是玄宗朝名相姚崇的曾侄孙。極玄係指最精妙之意。選錄唐王維、祖詠、李端、耿湋、盧綸、司空曙、錢起、郎士元、韓翃、畅当、皇甫曾、李嘉佑、皇甫冉等二十一人，輯詩共一百首，今存九十九首。作者名下多有小传，以往一般认为出自唐人之手。除王維與祖詠之外，其餘盛唐詩人皆不入錄。南宋後分作二卷。